# Crni grab
Crni grab (lat. Ostrya), biljni rod iz porodice brezovki. Ime mu dolazi od grčkog ostreion (=školjka), zbog plodova zatvorenih u omotaču nalik školjki.
Drvo crnog graba, jedine vrste kod nas u Hrvatskoj, je teško, tvrdo, čvrsto i žilavo pa se upotrebljava u gradnji čunkova tekstilnih strojeva, glasovira, drvenih zupčanika, klupa za blanjanje, tokarenje i rezbarenje kao i u izradi zaprežnih kola (kolarstvu).
Rod je raširen u umjerenom pojasu južne i srednje Europe, jugozapadnoj i istočnoj Aziji i sjevernoj i Srednjoj Americi. pripada mu devet vrsta

## Vrste
1. Ostrya carpinifolia Scop.
2. Ostrya chinensis I.M.Turner
3. Ostrya japonica Sarg., japanski crni grab
4. Ostrya knowltonii Coville
5. Ostrya rehderiana Chun
6. Ostrya trichocarpa D.Fang & Y.S.Wang
7. Ostrya virginiana (Mill.) K.Koch, američki crni grab
8. Ostrya yunnanensis W.K.Hu